# DOS (Westbroek)
DOS (Westbroek) is een korfbalclub uit Westbroek in de Nederlandse provincie Utrecht. De clubnaam DOS is een afkorting voor Door Oefening Sterk.
De clubnaam DOS wordt door meerdere clubs gehanteerd in het korfbal. Daarom wordt bij deze clubs een plaatsaanduiding aangegeven, zoals (W) van Westbroek. 

## Geschiedenis
De club werd opgericht op 8 juni 1967

## Locatie
Veldwedstrijden worden gespeeld aan de Prinses Christinastraat 2a in Westbroek. Hier heeft de club ook zijn clubhuis. De club beschikt niet over een eigen zaal, de zaalwedstrijden worden gespeeld in Sporthal De Vierstee in Maartensdijk.

## Niveau
Sinds seizoen 2022-2023 speelde de club in de zaalcompetitie in de Hoofdklasse. Dit is achter de Korfbal League en de Korfbal League 2 de hoogste zaalcompetitie.
In seizoen 2023-2024 maakte de club voor de tweede competitiehelft veld promotie naar de Ereklasse, het hoogste Nederlandse niveau van veldkorfbal.